# 1187
Il 1187 (MCLXXXVII in numeri romani) è un anno  del XII secolo.

## Eventi
- 4 luglio - il reggente del Regno di Gerusalemme, Guido di Lusignano, Rinaldo di Châtillon e Umfredo II di Toron sono sconfitti da Saladino ai Corni di Hattin.
- 10 luglio - Saladino occupa anche la città e il porto di San Giovanni d'Acri.
- 2 ottobre - Saladino conquista Gerusalemme riducendo il regno crociato a una sottile striscia costiera.

## Nati
- 23 marzo - Pietro del Portogallo, conte di Urgell, conte († 1258)
- 29 marzo - Arturo I di Bretagna, nobile († 1203)
- 5 settembre - Luigi VIII di Francia, re francese († 1226)
- Corrado I di Polonia, nobile polacco († 1247)
- Ela FitzPatrick, nobile britannica († 1261)
- Guido da Cortona, presbitero italiano († 1247)
- Koga Michiteru, poeta giapponese († 1248)

## Morti
- 3 febbraio - Ruben III d'Armenia, principe (n. 1145)
- 18 marzo - Boghislao I di Pomerania, nobile
- 1º maggio - Roger de Moulins, militare francese
- 1º luglio - Nicasio Camuto de Burgio, cavaliere medievale italiano
- 4 luglio - Rinaldo di Châtillon, cavaliere medievale francese
- 23 settembre - Pietro Acotanto, monaco cristiano italiano
- 1º ottobre - Jaroslav Osmomysl, principe
- 20 ottobre - Papa Urbano III, papa, arcivescovo cattolico e cardinale italiano
- 30 novembre - Fujiwara no Hidehira, militare giapponese
- 17 dicembre - Papa Gregorio VIII, papa e cardinale italiano
- Alessio Axuch, generale bizantino
- Alessio Brana, generale e nobile bizantino
- Garsedonio di Mantova, vescovo cattolico italiano
- Gherardo da Cremona, traduttore italiano (n. 1114)
- Maria di Béarn, nobile francese
- Raimondo III di Tripoli, generale francese (n. 1140)
- Simone di Montfort, nobile e militare francese
- Guecellone II da Camino, nobile e militare italiano
- Baldovino di Ibelin, cavaliere medievale francese

## Calendario
| Calendario 1187 | Calendario 1187 | Calendario 1187 | Calendario 1187 | Calendario 1187 | Calendario 1187 | Calendario 1187 | Calendario 1187 | Calendario 1187 | Calendario 1187 | Calendario 1187 | Calendario 1187 | Calendario 1187 | Calendario 1187 | Calendario 1187 | Calendario 1187 | Calendario 1187 | Calendario 1187 | Calendario 1187 | Calendario 1187 | Calendario 1187 | Calendario 1187 | Calendario 1187 | Calendario 1187 | Calendario 1187 | Calendario 1187 | Calendario 1187 | Calendario 1187 | Calendario 1187 | Calendario 1187 | Calendario 1187 | Calendario 1187 | Calendario 1187 |
| --------------- | --------------- | --------------- | --------------- | --------------- | --------------- | --------------- | --------------- | --------------- | --------------- | --------------- | --------------- | --------------- | --------------- | --------------- | --------------- | --------------- | --------------- | --------------- | --------------- | --------------- | --------------- | --------------- | --------------- | --------------- | --------------- | --------------- | --------------- | --------------- | --------------- | --------------- | --------------- | --------------- |
|                 | 1               | 2               | 3               | 4               | 5               | 6               | 7               | 8               | 9               | 10              | 11              | 12              | 13              | 14              | 15              | 16              | 17              | 18              | 19              | 20              | 21              | 22              | 23              | 24              | 25              | 26              | 27              | 28              | 29              | 30              | 31              |                 |
| Gennaio         | Gi              | Ve              | Sa              | Do              | Lu              | Ma              | Me              | Gi              | Ve              | Sa              | Do              | Lu              | Ma              | Me              | Gi              | Ve              | Sa              | Do              | Lu              | Ma              | Me              | Gi              | Ve              | Sa              | Do              | Lu              | Ma              | Me              | Gi              | Ve              | Sa              |                 |
| Febbraio        | Do              | Lu              | Ma              | Me              | Gi              | Ve              | Sa              | Do              | Lu              | Ma              | Me              | Gi              | Ve              | Sa              | Do              | Lu              | Ma              | Me              | Gi              | Ve              | Sa              | Do              | Lu              | Ma              | Me              | Gi              | Ve              | Sa              |                 |                 |                 |                 |
| Marzo           | Do              | Lu              | Ma              | Me              | Gi              | Ve              | Sa              | Do              | Lu              | Ma              | Me              | Gi              | Ve              | Sa              | Do              | Lu              | Ma              | Me              | Gi              | Ve              | Sa              | Do              | Lu              | Ma              | Me              | Gi              | Ve              | Sa              | Do              | Lu              | Ma              |                 |
| Aprile          | Me              | Gi              | Ve              | Sa              | Do              | Lu              | Ma              | Me              | Gi              | Ve              | Sa              | Do              | Lu              | Ma              | Me              | Gi              | Ve              | Sa              | Do              | Lu              | Ma              | Me              | Gi              | Ve              | Sa              | Do              | Lu              | Ma              | Me              | Gi              |                 |                 |
| Maggio          | Ve              | Sa              | Do              | Lu              | Ma              | Me              | Gi              | Ve              | Sa              | Do              | Lu              | Ma              | Me              | Gi              | Ve              | Sa              | Do              | Lu              | Ma              | Me              | Gi              | Ve              | Sa              | Do              | Lu              | Ma              | Me              | Gi              | Ve              | Sa              | Do              |                 |
| Giugno          | Lu              | Ma              | Me              | Gi              | Ve              | Sa              | Do              | Lu              | Ma              | Me              | Gi              | Ve              | Sa              | Do              | Lu              | Ma              | Me              | Gi              | Ve              | Sa              | Do              | Lu              | Ma              | Me              | Gi              | Ve              | Sa              | Do              | Lu              | Ma              |                 |                 |
| Luglio          | Me              | Gi              | Ve              | Sa              | Do              | Lu              | Ma              | Me              | Gi              | Ve              | Sa              | Do              | Lu              | Ma              | Me              | Gi              | Ve              | Sa              | Do              | Lu              | Ma              | Me              | Gi              | Ve              | Sa              | Do              | Lu              | Ma              | Me              | Gi              | Ve              |                 |
| Agosto          | Sa              | Do              | Lu              | Ma              | Me              | Gi              | Ve              | Sa              | Do              | Lu              | Ma              | Me              | Gi              | Ve              | Sa              | Do              | Lu              | Ma              | Me              | Gi              | Ve              | Sa              | Do              | Lu              | Ma              | Me              | Gi              | Ve              | Sa              | Do              | Lu              |                 |
| Settembre       | Ma              | Me              | Gi              | Ve              | Sa              | Do              | Lu              | Ma              | Me              | Gi              | Ve              | Sa              | Do              | Lu              | Ma              | Me              | Gi              | Ve              | Sa              | Do              | Lu              | Ma              | Me              | Gi              | Ve              | Sa              | Do              | Lu              | Ma              | Me              |                 |                 |
| Ottobre         | Gi              | Ve              | Sa              | Do              | Lu              | Ma              | Me              | Gi              | Ve              | Sa              | Do              | Lu              | Ma              | Me              | Gi              | Ve              | Sa              | Do              | Lu              | Ma              | Me              | Gi              | Ve              | Sa              | Do              | Lu              | Ma              | Me              | Gi              | Ve              | Sa              |                 |
| Novembre        | Do              | Lu              | Ma              | Me              | Gi              | Ve              | Sa              | Do              | Lu              | Ma              | Me              | Gi              | Ve              | Sa              | Do              | Lu              | Ma              | Me              | Gi              | Ve              | Sa              | Do              | Lu              | Ma              | Me              | Gi              | Ve              | Sa              | Do              | Lu              |                 |                 |
| Dicembre        | Ma              | Me              | Gi              | Ve              | Sa              | Do              | Lu              | Ma              | Me              | Gi              | Ve              | Sa              | Do              | Lu              | Ma              | Me              | Gi              | Ve              | Sa              | Do              | Lu              | Ma              | Me              | Gi              | Ve              | Sa              | Do              | Lu              | Ma              | Me              | Gi              |                 |